# 去诸
去诸，是唐朝末年奚族部落联盟首领。
去诸是突董苏之后的奚族首领，原本依附于契丹。契丹耶律阿保机创业兼并，唐昭宗天祐初年（904年），去诸率部分奚族部众背离契丹归附唐朝，迁到妫州（治今河北怀来县东南），依北山而居，部落渐渐发展到数千帐，称西奚，奚族有东、西奚之分。死后，其子扫剌嗣立。